# Liparis pravdini
Liparis pravdini är en fiskart som beskrevs av Schmidt, 1951. Liparis pravdini ingår i släktet Liparis och familjen Liparidae. Inga underarter finns listade i Catalogue of Life.